# 贺派乡
贺派乡（佤语：hou fai:997），是中华人民共和国云南省临沧市耿马傣族佤族自治县下辖的一个乡镇级行政单位。

## 行政区划
贺派乡下辖以下地区：
贺派村、芒抗村、水平村、落阳村、崩弄村、芒底村和帮卖村。